# ステファニー・リー
ステファニー・リー（韓国語：스테파니리、韓国名：イ・ジョンア、韓国語： 이정아、1993年9月14日 - ）はVASTエンターテインメント所属の大韓民国のモデル、女優である。

## 人物
1993年9月14日にアメリカ合衆国で生まれる。米国出生時、両親は韓国国籍だったが2010年に改正された大韓民国国籍法によって大韓民国と米国の二重国籍である。米国生まれだが、子供の頃に韓国に来て小学校4年生のときに再び米国に移住し育った。

## 来歴
16歳の頃にAmerica's Next Top Modelというアメリカのオーディション番組を観てモデルになることを決意した。すぐに母親に相談し母親とともに「エリートモデルマネジメント」を訪れた。
2014年に『ソナム女子高探偵団』で女優デビュー。

## 出演

### テレビドラマ
- ソナム女子高探偵団（2014年、JTBC） - チェ・ソンユン役[1]
- ヨンパリ（2015年、SBS） - シンシア・パク役[2]
- 最後から二番目の恋〜beautifuldays〜（2016年、SBS） - ミン・ジソン役[3]
- ジャスティス-検法男女-（2018年、MBC） - ステラ・ファン役[4]
- 皇后の品格（2018年-2019年、SBS） - オ・ヘロ役[5]
- 私がいちばん綺麗だった時（2020年、MBC） - エムバ役[6]
- スタートアップ: 夢の扉（2020年、tvN） - チョン・サハ役

### 映画
- 安市城 グレートバトル（2018年） - ダルレ役[7]
- 神の一手（2019年） - ファン・ソニ役